# Píxel

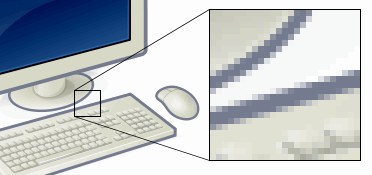
Ampliación de una zona de una imagen donde se pueden apreciar los pixeles.

Un píxel o pixel, en plural píxeles o pixeles (neologismo del inglés pixel, derivado del acrónimo del inglés picture element, 'elemento de la imagen'), es, en informática, la unidad mínima que forma una imagen digital. Esta imagen puede ser mostrada e interpretada por el hardware de una computadora, por ejemplo, mediante un monitor o una impresora. 
Un píxel usualmente se visualiza como un punto o un cuadrado, pero conceptualmente no tiene una forma determinada. Se puede decir que se trata de una muestra abstracta o una unidad de medida de resolución de pantalla. El píxel no tiene una medida concreta, en cada caso se establece por el fabricante del aparato que los usa, aunque acostumbra a ser del orden de micrómetros.
Los píxeles son elementos independientes, pero el hecho que se perciban visualmente como un conjunto, es debido a la limitación de nuestra visión, que hace que se obtenga una sensación de continuidad. A partir del concepto de píxel, se han derivado otros términos, como por ejemplo, vóxel (elemento de volumen), texel (elemento de textura) y surfel (elemento de superficie), utilizados por otros procesamientos de la imagen.
Se considera que Russell Kirsch fue su inventor cuando trabajaba en el Instituto Nacional de Estándares y Tecnología, y fue la base para el desarrollo de las imágenes digitales. La primera imagen escaneada es una foto de su hijo, del año 1957.

## Concepto

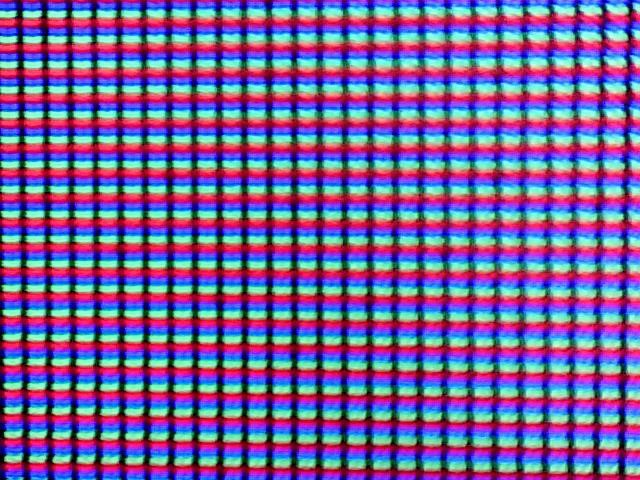
Píxeles observados a través de un microscopio.

Ampliando lo suficiente una imagen  (zoom) en la pantalla de una computadora, pueden observarse los píxeles que la componen, basta con ver esta pantalla a través de una gota de agua. Los píxeles son los puntos de color (siendo la escala de grises una gama de color monocromática). Las imágenes se forman como una sucesión de píxeles. La sucesión marca la coherencia de la información presentada, siendo su conjunto una matriz coherente de información para el uso digital. El área donde se proyectan estas matrices suele ser rectangular. La representación del píxel en pantalla, al punto de ser accesible a la vista por unidad, forma un área homogénea en cuanto a la variación del color y densidad por pulgada, siendo esta variación nula, y definiendo cada punto sobre la base de la densidad, en lo referente al área.
En las imágenes de mapa de bits, o en los dispositivos gráficos, cada píxel se codifica mediante un conjunto de bits de longitud determinada (la profundidad de color); por ejemplo, puede codificarse un píxel con un byte (8 bits), de manera que cada píxel admite hasta 256 variaciones de color (28 posibilidades binarias), de 0 a 255. En las imágenes llamadas de color verdadero, normalmente se usan tres bytes (24 bits) para definir el color de un píxel; es decir, en total se pueden representar unos 224 colores, esto es 16.777.216 variaciones de color. Una imagen en la que se utilicen 32 bits para representar un píxel tiene la misma cantidad de colores que la de 24 bits, ya que los otros 8 bits son usados para efectos de transparencia.

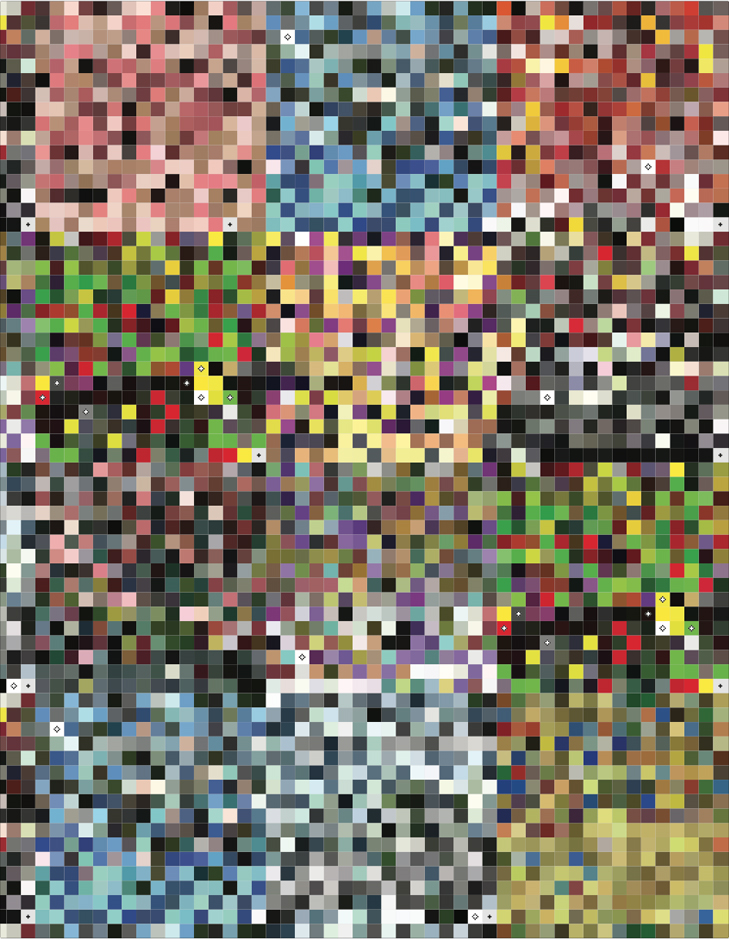
Arte con pixel

Para poder visualizar, almacenar y procesar la información numérica representada en cada píxel, se debe conocer, además de la profundidad y brillo del color, el modelo de color que se utiliza. Por ejemplo, el modelo de color RGB (Red-Green-Blue) permite crear un color compuesto por los tres colores primarios según el sistema de mezcla aditiva. De esta forma, según la cantidad de cada uno de ellos que se use en cada píxel será el resultado del color final del mismo. Por ejemplo, el color magenta se logra mezclando el rojo y el azul, sin componente verde (este byte se pone en 0). Las distintas tonalidades del mismo color se logran variando la proporción en que intervienen ambas componentes (se altera el valor de esos dos bytes de color del píxel). En el modelo RGB lo más frecuente es usar 8 bits al representar la proporción de cada una de las tres componentes de color primarias. Así, cuando una de las componentes vale 0, significa que ella no interviene en la mezcla y cuando vale 255 (28 – 1) significa que interviene dando el máximo de ese tono, valores intermedios proveen la intensidad correspondiente.
La mayor parte de los dispositivos que se usan con una computadora (monitor, escáner, etc.) usan el  modelo RGB (modelo de reflexión o aditivo), excepto los que aportan tintes, como las impresoras, que suelen usar el  modelo CMYK (modelo sustractivo).

### Profundidad de color
Un píxel, comúnmente, se representa con: 8 bits (28 colores), con 24 bits (224 colores, 8 bits por canal de color) o con 48 bits (248 colores); en  fotografía avanzada y digitalización de imágenes profesional, se utilizan profundidades aún mayores, expresadas siempre en valores de bits por canal de color, en lugar de la suma de los tres canales. Los primeros son los más utilizados, reservando el de 8 bits para imágenes de alta calidad, pero en tonos de grises, o bien, con 256 colores en paleta seleccionada para baja calidad colorimétrica; el de 24 bits es el más común y de alta calidad, se lo utiliza en la mayoría de las imágenes fotográficas.

## Propiedades

### Intensidad de color al píxel
La intensidad de cada píxel es variable: en los sistemas de color, cada píxel tiene normalmente tres o cuatro dimensiones de variabilidad del tipo rojo, verde y azul (modelo de color RGB), o bien cian, magenta, amarillo y negro (modelo de color CMYK). A cada píxel, se le asocia un número digital que corresponde a su nivel de luminosidad en la imagen. El valor de esta magnitud representa la energía electromagnética capturada y siempre es un número positivo codificado en binario.

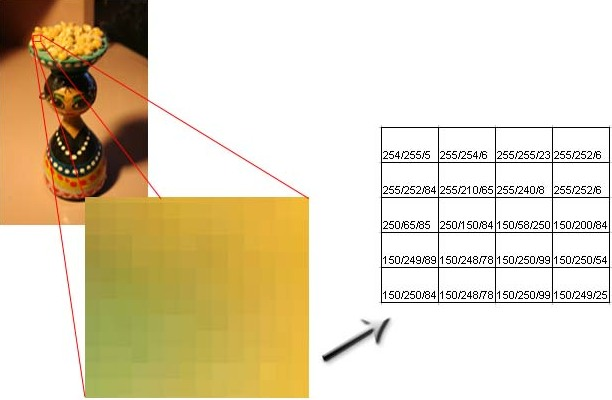
Profundidad de color

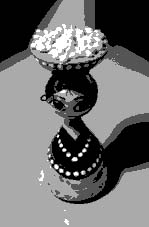
Imagen de 2 bits

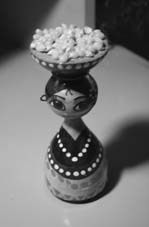
Imagen de 8 bits

El número de colores diferentes que podemos representar con un píxel depende del número de bits por píxel (bpp) o profundidad de color. El máximo número de colores que puede tomar un píxel podemos encontrarlo elevando 2 al número de bpp. Los valores más comunes son los siguientes:
- 1 bpp → {\displaystyle 2^{1}=2} colores, también llamado monocrom.
- 2 bpp →  {\displaystyle 2^{2}=4}colores, llamado CGA.
- 4 bpp →{\displaystyle 2^{4}=16}  colores, esta es la profundidad mínima aceptada por el estándar VGA.
- 8 bpp →  {\displaystyle 2^{8}=256} colores, llamado súper-VGA.
- 16 bpp →{\textstyle 2^{16}=65536} colores, conocido como Highcolor.
- 24 bpp → {\displaystyle 2^{24}=16777216} colores, llamado Truecolor.
- 48 bpp →  {\textstyle 2^{48}=281474976710656} colores, utilizado para trabajos profesionales.

Todas las imágenes digitales están formadas por una disposición de píxeles a modo de matriz, con sus correspondientes filas y columnas que nos darán la localización de cada elemento de la composición. Cuantos más píxeles se usen para representar una imagen, más fiel será al modelo original.

### Resolución del píxel
El número de píxeles de una imagen se llama a veces resolución, aunque la resolución tiene una definición más específica, ya que incluye otros parámetros. Los píxeles de una imagen se pueden expresar de diversas maneras: como un único número, como en el caso de las cámaras digitales, en las que decimos 5 megapíxeles y nos referimos a que tienen 5 millones de píxeles; también los podemos definir con dos números, como 640 x 480, en los que entendemos que la imagen tiene 640 píxeles de anchura y 480 de altura.
Es importante establecer la diferencia entre los píxeles como elementos de la imagen y los píxeles como dispositivos físicos capaces de captar luz dentro de la matriz de un sensor digital, aunque es correcto hablar de píxeles con ambos significados.
En informática, una imagen formada por píxeles se llama mapa de bits o imagen rasterizada.

### Píxel cuadrado
El píxel cuadrado es la representación del punto en formato digital. El píxel es la unidad mínima de información en imagen gráfica 2D, que tanto sirve para la representación como para el almacenamiento de información.

#### Relación
En los sistemas de hoy en día, a partir de la relación de aspecto y de la definición espacial, los píxeles se mesuran en unas determinadas unidades. Para el caso de la definición horizontal ({\displaystyle D_{H}})se mesura en cpw i, en cambio, la definición vertical ({\displaystyle D_{V}}) se mesura en cph. Dadas estas definiciones, porqué el píxel se considere cuadrado tiene que cumplir la siguiente : {\displaystyle {D_{H} \over D_{V}}={W \over H}}en qué {\displaystyle {W \over H}}es la relación de aspecto.

#### Concepto a partir de la relación
La relación anterior pone de manifiesto que, para comparar dos magnitudes ({\displaystyle D_{H}} i {\displaystyle D_{V}}), tienen que contener las mismas unidades. Por tanto, por el caso de ({\displaystyle D_{H}}), si multiplicamos por H (centímetros por unidad de altura), quedan las unidades de ciclos/{\displaystyle (\mathrm {cm} ^{-1})}
Analógicamente, por si acaso ({\displaystyle D_{V}}), si multiplicamos por V (centímetros por unidad de anchura), quedan las unidades de ciclos/{\displaystyle (\mathrm {cm} ^{-1})}
Por lo tanto, ahora ya podemos comparar las dos magnitudes. En caso de que sean iguales, se trata de un píxel cuadrado.

#### Utilidad
En términos de exploración entrelazada, el fenómeno del píxel cuadrado se dio a conocer en la década de 1980. En aquel momento, la compañía Apple tuvo muchas dificultades para poder representar la realidad tal como era; quiso utilizar un sistema de exploración antiguo en altas resoluciones de la época (640 x 200), que deformaban notablemente la realidad. A partir de entonces, se vio la necesidad de adaptar los sistemas de exploración a las altas resoluciones.

## Múltiplos habituales

### Megapíxel
Un megapíxel o megapixel (Mpx) equivale a 1 millón de píxeles, a diferencia de otras medidas usadas en la computación en donde se suele utilizar la base de 1024 para los prefijos, en lugar de 1000, debido a su conveniencia respecto del uso del sistema binario. Usualmente se utiliza esta unidad para expresar la resolución de imagen de cámaras digitales; por ejemplo, una cámara que puede tomar fotografías con una resolución de 2048 × 1536 píxeles se dice que tiene 3,1 megapíxeles (2048 × 1536 = 3.145.728).
La cantidad de megapíxeles que tenga una cámara digital define el tamaño de las fotografías que puede tomar y el tamaño de las impresiones que se pueden realizar; sin embargo, hay que tener en cuenta que la matriz de puntos está siendo distribuida en un área bidimensional y, por tanto, la diferencia de la calidad de la imagen no crece proporcionalmente con la cantidad de megapíxeles que tenga una cámara, al igual que las x de una grabadora de discos compactos.
Las cámaras digitales usan componentes de electrónica fotosensible, como los CCD (del inglés Charge-Coupled Device) o sensores CMOS, que graban niveles de brillo en una base por-píxel. En la mayoría de las cámaras digitales, el CCD está cubierto con un  mosaico de filtros de color, teniendo regiones color rojo, verde y azul (RGB) organizadas comúnmente según el filtro de Bayer, así que cada píxel-sensor puede grabar el brillo de un solo color primario. La cámara interpola la información de color de los píxeles vecinos, mediante un proceso llamado interpolación cromática, para crear la imagen final.
Dimensiones de imagen según proporción y cantidad de pixeles
Para saber el número total de píxeles de una cámara, basta multiplicar el ancho de la imagen máxima que puede generar por el alto de la misma —desactivando previamente el zoom digital—; también es posible dividir el número de píxeles de ancho entre el número correspondiente al alto, y conocer la proporción de la imagen obtenida.
| Formato         | Resolución de pantalla | Relación de aspecto | Megapíxeles |
| --------------- | ---------------------- | ------------------- | ----------- |
| 480i            | 720 × 480              | 1.333:1 (4:3)       | 0.3456      |
| 576i            | 720 × 576              | 1.333:1 (4:3)       | 0.41472     |
| SVGA            | 800 × 600              | 1.333:1 (4:3)       | 0.48        |
| XGA             | 1024 × 768             | 1.333:1 (4:3)       | 0.786432    |
| 720p (HD)       | 1280 × 720             | 1.777:1 (16:9)      | 0.9216      |
| 768p (HD+)      | 1366 × 768             | 1.777:1 (16:9)      | 1.049088    |
| 1024p           | 1280 × 1024            | 1.25:1 (5:4)        | 1.31072     |
| 900p (HD+)      | 1600 × 900             | 1.777:1 (16:9)      | 1.44        |
| 1080p (Full HD) | 1920 × 1080            | 1.777:1 (16:9)      | 2.0736      |
| R1080p (2K)     | 2048 × 1080            | 1.85:1 (17:9)       | 2.21184     |
| WQHD (+2K HD)   | 2560 × 1440            | 1.777:1 (16:9)      | 3.6864      |
| 2160p (4K UHD)  | 3840 × 2160            | 1.777:1 (16:9)      | 8.2944      |
| 4320p (8K UHD)  | 7680 × 4320            | 1.777:1 (16:9)      | 33.1776     |
| 8640p (16K UHD) | 15360 × 8640           | 1.777:1 (16:9)      | 132.7104    |

### Gigapíxel
Un gigapíxel (Gpx) equivale a un millardo o mil millones de píxeles, utilizando la base 1000 de los prefijos del sistema internacional, en vez de la base 1024 ISO/IEC 80000 o prefijo binario utilizados normalmente en el entorno de la informática. Usualmente se utiliza esta unidad para expresar la resolución de imagen de cámaras digitales.
Existen cámaras digitales capaces de realizar fotografías en gigapíxeles, como por ejemplo la ARGUS-IS de la Agencia de Proyectos de Investigación Avanzados de Defensa (DARPA) y la super cámara desarrollada por David Brady y su equipo de ingenieros de la Universidad de Duke.

### Subpíxel
Muchos sistemas de adquisición y reproducción de imagen, por varias razones, no son sensibles en los diferentes canales de colores de un mismo lugar. Esta aproximación se suele resolver usando múltiples subpíxeles, cada uno de los cuales soporta un único canal de color.

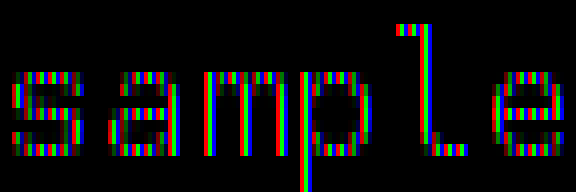

En este tipo de sistemas que utilizan subpíxeles, se pueden realizar dos tipos de aproximaciones:
- Los subpíxeles pueden ser ignorados, tratando los píxeles como la unidad más pequeña a la cual nos podemos dirigir en una imagen.
- El subpíxel puede ser incluido en los cálculos de representación; esto supone una mejor resolución del color de la imagen resultante, aunque el proceso de representación será más largo.